# Legion of the Damned
Legion of the Damned – holenderska grupa muzyczna grająca thrash/death metal, powstała w 2005 roku w Geldrop. Przed tą datą zespół działał pod nazwą Occult, wykonywał black/thrash metal i wydał pięć albumów studyjnych oraz DVD.

## Historia

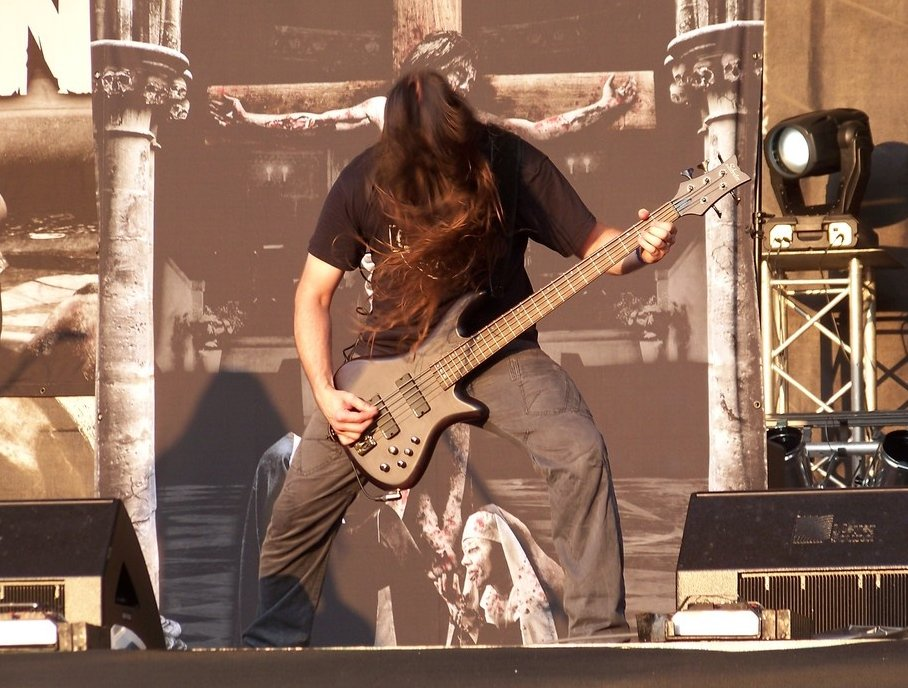
Harold Gielen podczas koncertu na festiwalu Metalcamp w 2009 roku

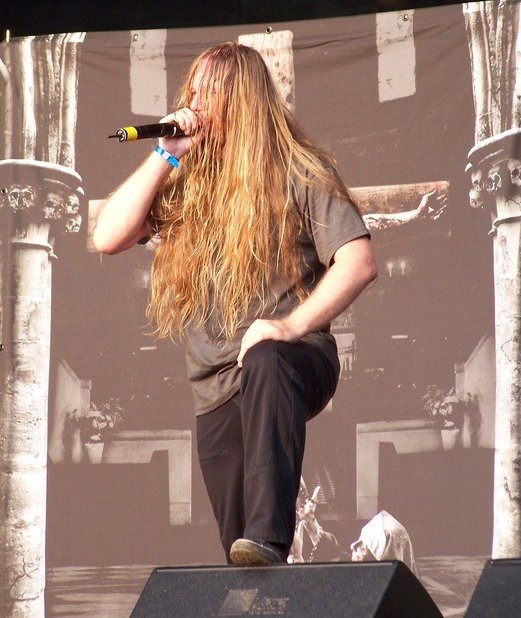
Maurice Swinkels podczas koncertu na festiwalu Metalcamp w 2009 roku

Nagranie albumu Malevolent Rapture zespół rozpoczął w październiku 2004 roku w studiu Stage One Andy'ego Classena, jeszcze przed podjęciem decyzji o zmianie nazwy z Occult na Legion of the Damned. Album miał być wydany na początku 2005 roku przez holenderską wytwórnię Karmageddon Media, ostatecznie jednak ukazał się dopiero w styczniu 2006 roku nakładem Massacre Records.
W kwietniu 2006 roku zespół wziął udział w trasie No Mercy Festivals razem z grupami Cannibal Corpse i Kataklysm. W maju z Legion of the Damned z powodów rodzinnych odszedł Twan Fleuren, którego zastąpił Harold Gielen. W czerwcu zespół wystąpił na festiwalu Rock Hard, w sierpniu na Summer Breeze i Wacken Open Air, we wrześniu zagrał jako support Destruction, zaś w grudniu wziął udział w trasie z grupami Sodom i Finntroll.
Nagrywanie drugiego albumu zespół rozpoczął w październiku 2006 roku, ponownie wybierając studio Stage One i współpracę z Andym Classenem. Płyta zatytułowana Sons of the Jackal ukazała się w styczniu 2007 roku. W roku 2007 Legion of the Damned m.in. wziął udział w trasie z grupami Kreator i Celtic Frost, wystąpił na festiwalach Inferno, Bloodstock Open Air, Tuska Open Air.
W styczniu 2008 roku ukazał się album Feel the Blade będący rozszerzoną reedycją płyty Elegy for the Weak wydanej przez Occult w 2003 roku. Wydawnictwo promowane było teledyskiem do utworu "Disturbing the Dead". W 2008 roku zespół wystąpił na festiwalach Party.San Open Air, Hellfest Summer Open Air, Metalcamp. W tym samym roku w grudniu ukazał się nowy album Legion of the Damned Cult of the Dead, który promowany był przez teledysk do utworu "Cult of the Dead".
W roku 2009 Legion of the Damned m.in. wziął udział w trasie Full Of Hate 2009 z zespołami Amon Amarth, Obituary i Keep of Kalessin, festiwalach Summer Breeze, Tuska Open Air i With Full Force.

## Dyskografia
| 2006                           | Malevolent Rapture - Data: 6 stycznia 2006 - Wydawca: Massacre Records                         | —  | —  | —  |
| 2007                           | Sons of the Jackal - Data: 5 stycznia 2007 - Wydawca: Massacre Records                         | —  | 54 | —  |
| 2008                           | Feel the Blade - Data: 4 stycznia 2008 - Wydawca: Massacre Records                             | 64 | 70 | —  |
| 2008                           | Cult of the Dead - Data: 19 grudnia 2008 - Wydawca: Massacre Records                           | —  | 60 | —  |
| 2011                           | Descent Into Chaos - Data: 7 stycznia 2011 - Wydawca: Massacre Records                         | 55 | 27 | —  |
| 2014                           | Ravenous Plague - Data: 3 stycznia 2014 - Wydawca: Napalm Records                              | 64 | 21 | 83 |
| 2019                           | Slaves of the Shadow Realm - Data: 4 stycznia 2019 - Wydawca: Massacre Records, Napalm Records |    |    |    |
| "—" pozycja nie była notowana. |                                                                                                |    |    |    |

| Rok  | Tytuł                                                                | Pozycja na liście |
| Rok  | Tytuł                                                                | DEU               |
| ---- | -------------------------------------------------------------------- | ----------------- |
| 2010 | Slaughtering... - Data: 23 kwietnia 2010 - Wydawca: Massacre Records | 68                |

| Rok  | Tytuł                                                         |
| ---- | ------------------------------------------------------------- |
| 2009 | Full of Hate - Data: 8 marca 2009 - Wydawca: Massacre Records |